# James Bowen Everhart

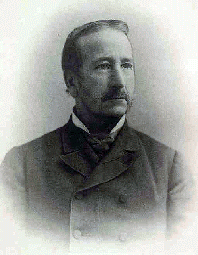
James Bowen Everhart

James Bowen Everhart (* 26. Juli 1821 bei West Chester, Pennsylvania; † 23. August 1888 ebenda) war ein US-amerikanischer Politiker. Zwischen 1883 und 1887 vertrat er den Bundesstaat Pennsylvania im US-Repräsentantenhaus.

## Werdegang
James Everhart war der Sohn des Kongressabgeordneten William Everhart (1785–1868). Er besuchte die Bolmar’s Academy in West Chester und danach bis 1842 das Princeton College. Nach einem anschließenden Jurastudium an der Harvard University und in Philadelphia wurde er 1845 als Rechtsanwalt zugelassen. Anschließend studierte er zwei Jahre lang im Ausland, unter anderem an der Friedrich-Wilhelms-Universität in Berlin und an der University of Edinburgh in Schottland. Nach seiner Rückkehr begann er in West Chester als Anwalt zu praktizieren. Während des Bürgerkrieges diente er in der Staatsmiliz von Pennsylvania, die zum Heer der Union gehörte. Politisch wurde er Mitglied der Republikanischen Partei. Zwischen 1876 und 1882 saß er im Senat von Pennsylvania.
Bei den Kongresswahlen des Jahres 1882 wurde Everhart im sechsten Wahlbezirk von Pennsylvania in das US-Repräsentantenhaus in Washington, D.C. gewählt, wo er am 4. März 1883 die Nachfolge von William Ward antrat. Nach einer Wiederwahl konnte er bis zum 3. März 1887 zwei Legislaturperioden im Kongress absolvieren. Im Jahr 1886 wurde er von seiner Partei nicht mehr zur Wiederwahl nominiert.
Nach dem Ende seiner Zeit im US-Repräsentantenhaus betätigte sich James Everhart wieder als Rechtsanwalt. Er starb am 23. August 1888 in West Chester.